# Маяковка (Полтавская область)
Маяковка (укр. Маяківка) — село,
Оржицкий поселковый совет,
Оржицкий район,
Полтавская область,
Украина.
Код КОАТУУ — 5323655101. Население по переписи 2001 года составляло 358 человек.

## Географическое положение
Село Маяковка находится на левом берегу реки Оржица, выше по течению на расстоянии в 2 км расположено село Золотухи, ниже по течению на расстоянии в 5,5 км расположено село Онишки, на противоположном берегу — сёла Зарог и Теремецкое.

## История
- В 1964 году село Остаповка переименовано в село Маяковка.
- Николаевская церковь[2] известна с 1774 года[3]
- Село указано на подробной карте Российской Империи и близлежащих заграничных владений 1816 года[4]

## Экономика
- Молочно-товарная ферма.
- ООО «Маяковка».

## Объекты социальной сферы
- Этнографический коллектив села Маяковка.
- Клуб.